# Víchová nad Jizerou
Víchová nad Jizerou är en ort i Tjeckien. Den ligger i den norra delen av landet, 100 km nordost om huvudstaden Prag. Víchová nad Jizerou ligger 409 meter över havet och antalet invånare är 925.
Terrängen runt Víchová nad Jizerou är kuperad åt nordväst, men åt sydost är den platt. Víchová nad Jizerou ligger nere i en dal. Runt Víchová nad Jizerou är det ganska tätbefolkat, med 100 invånare per kvadratkilometer. Närmaste större samhälle är Jilemnice, 2,7 km sydost om Víchová nad Jizerou. Omgivningarna runt Víchová nad Jizerou är en mosaik av jordbruksmark och naturlig växtlighet.